# Ferdinand Löwe
Ferdinand Löwe (1865 - 6 de gener de 1925, Viena, Àustria) fou un director d'orquestra austríac.
Ingressà en el Conservatori, estudiant piano amb Dachs i la composició amb Anton Bruckner i Franz Krenn. El 1885 entrà a formar part del professorat de l'Institut com a mestre de piano i més tard de cors, i va romandre fins al 1896. Entre els seus alumnes tingué a Vilém Zemanek.
En morir Fumpe se li confià el càrrec de director de l'orquestra Kaim de Múnic, i el 1898 se l'anomenà mestre de capella del rei de Baviera. El 1900 passà a Viena com a director d'orquestra de la Unió Filharmònica, ocupant després igual càrrec en la Societat de Concerts.